# آندرئاس مولر
آندرئاس مولر (آلمانی: Andreas Müller؛ زادهٔ ۲۵ نوامبر ۱۹۷۹) دوچرخه‌سوار اهل اتریش است.